# De fofftig Penns
De fofftig Penns waren eine Hip-Hop- und Elektro-Formation aus Bremen-Nord, deren Texte ausschließlich in plattdeutscher Sprache verfasst wurden. Die Mitglieder Malte Battefeld („Riemelmeester Malde“), Jakob Köhler („Kommodige Jaykopp“) und Torben Otten („Plietsche Torbän“) leben mittlerweile in Berlin und Hamburg. Durch die Kombination der Musikstile Elektro und Hip-Hop mit der Sprache ihrer Großeltern gelten sie als Gründer des plattdeutschen Elektro-Hip-Hops.

## Geschichte
Noch in ihrer Schulzeit im Jahr 2003 als reines Spaßprojekt gegründet, treten De fofftig Penns (hochdeutsch: Die fünfzig Pfennige) erst seit 2009 live auf, überwiegend im Raum Norddeutschland. Für den Namen stand der amerikanische Rapper 50 Cent Pate, dessen Hit P.I.M.P. in Form einer satirischen Coverversion Grundlage des ersten Songs der Band war.
Für ihre Songs verwendet die Gruppe vor allem Instrumentals von bekannten Künstlern, wie Nachlader, Egotronic, Mediengruppe Telekommander, Saalschutz oder Supershirt. Bei den musikalischen Urhebern stießen De fofftig Penns häufig auf große Zustimmung.
Neben gelegentlichen Auftritten im Vorprogramm von verschiedenen Bands ging die Gruppe im Frühjahr 2010 erstmals auf Tournee. Im September 2010 tourte die Band durch Schulen Niedersachsens. Außerdem waren De fofftig Penns im Oktober 2009 die plattdeutschen Teilnehmer beim Liet International, einem Musikwettbewerb für die Regional- und Minderheitensprachen Europas, in der friesischen Stadt Leeuwarden.
Im November 2010 erschien Platt, die erste Single der Band, als Online-Release auf dem Label BoingBoingRecords des Berliner Musikers Nachlader.
2012 wurde die Band mit dem Heinrich-Schmidt-Barrien-Preis für ihren Einsatz für die niederdeutsche Sprache geehrt.
De fofftig Penns nahmen für Bremen am Bundesvision Song Contest 2013 mit dem Song Löppt teil und belegten den siebten Platz. Am Tag darauf erschien Dialektro, das erste Album der Band. Im Herbst 2014 erschien die EP Een Vun De Fofftig Penns.
Im Herbst 2016 veröffentlichte die Band eine plattdeutsche Version des Songs An der Nordseeküste von Klaus und Klaus. Die Originalinterpreten steuerten den plattdeutschen Refrain zu der neuen Version bei.
Im April 2018 gab die Band ihre Auflösung zum Ende des Jahres bekannt. Im Dezember 2018 ist das Best-Of Dat läppert sik als CD und Vinyl mit einigen neuen Songs erschienen. Am 23. Dezember 2018 fand das letzte Konzert der Band im ausverkauften Pier 2 in Bremen statt. Als Gäste traten dabei Chefboss, Klaus und Klaus, Flo Mega, Grossstadtgeflüster, Grillmaster Flash, Joco, Tjalf Hoyer (Afterburner), SLAMA und der Shantychor Grambke auf.

## Presse
Das ungewöhnliche Konzept, die in ihrem Fortbestand stark bedrohte Sprache Plattdeutsch bzw. Niederdeutsch, die heute vielfach als binnenexotisches Kuriosum betrachtet wird, mit elektronischer Musik in neue Kontexte zu stellen, traf von Anfang an auf großes Medieninteresse. Sowohl regional als auch überregional wurde über De fofftig Penns in einer Vielzahl von Printmedien berichtet und es kam zu Auftritten in verschiedenen Radio- und Fernsehsendungen.

## Diskografie
- 26. November 2010: Platt (Single, BoingBoingRecords)
- 9. November 2012: Löppt (Single, Random Mode Records)
- 27. September 2013: Dialektro (Album, Welcome Home Music)
- 12. Dezember 2014: Een Vun De Fofftig Penns (EP, Welcome Home Music)
- 4. Dezember 2015: Dascha 'n Ding (Single, Welcome Home Music)
- 11. November 2016: An de Noordseeküste (mit Klaus und Klaus) (Single, Welcome Home Music)
- 24. November 2017: Duuster (featuring Flo Mega) (Single, Welcome Home Music)
- 7. Dezember 2018: Dat läppert sik – Dat Beste vun De fofftig Penns (Album, Welcome Home Music)

## Auszeichnungen
- 2012: Ausgezeichnet mit dem Heinrich-Schmidt-Barrien-Preis
- 2013: 2-facher Gewinner des HANS (Hamburger Musikpreis).